# الضامر (مناخة)

تعديل مصدري - تعديل

الضامر هي إحدى قرى عزلة لهاب بمديرية مناخة التابعة لمحافظة صنعاء، بلغ تعداد سكانها 641 نسمة حسب تعداد اليمن لعام 2004.